# 华东瓶蕨
华东瓶蕨（学名：Vandenboschia orientalis），为膜蕨科瓶蕨属下的一个植物种。其种加词“orientalis”意为“东方的”。
其接受名为管苞瓶蕨（Vandenboschia birmanica (Bedd.) Ching, 1959）。2013年的接受名为南海瓶蕨（Vandenboschia striata (D. Don) Ebihara, 2013 ）。